# Állami Bér- és Munkaügyi Hivatal
Az Állami Bér- és Munkaügyi Hivatal a Magyar Népköztársaság időszakában a Munkaügyi Minisztérium utódja volt, amely 1981. október 1-jével kezdte meg működését.  Vezetője államtitkár volt, aki rendelkezés elnevezésű jogszabályt adhatott ki és nem rendeletet (mivel nem volt  miniszter jogállású).
1990-ben, immár a Magyar Köztársaság időszakában, utódja ismét Munkaügyi Minisztérium elnevezésű minisztérium lett.

## Feladatköre
Az ÁBMH foglalkoztatáspolitikai, bérpolitikai, munkajogi szabályozási, valamint nemzetközi vonatkozású feladatokat látott el.